# Psychoda furcillata
Psychoda furcillata és una espècie d'insecte dípter pertanyent a la família dels psicòdids.

## Descripció
- La femella fa 0,82-1,12 mm de llargària a les antenes, mentre que les ales li mesuren 1,25-1,87 de longitud i 0,52-0,87 d'amplada.
- El mascle no ha estat encara descrit.[2]

## Distribució geogràfica
Es troba a Papua Nova Guinea.

## Observacions
Hom creu que aquesta espècie i Psychoda adumbrata van evolucionar probablement a partir d'un ancestre comú.